# ساپکو
ساپکو یا شرکت طراحی، مهندسی و تأمین قطعات ایران‌خودرو، (به انگلیسی: Supplying Automotive Parts Company یا SAPCO) یکی از شرکت‌های تابعهٔ ایران خودرو می‌باشد که وظیفهٔ مدیریت زنجیره تامین و طراحی و تأمین قطعه برای خط تولید و سایتهای تولید خودرو در شرکت ایران خودرو را بر عهده دارد.

## تاریخچه
ساپکو، شرکت طراحی مهندسی و تأمین قطعات ایران خودرو، از تغییرنام و اساسنامه «شرکت سهامی خاص خدمات اتومبیل سلپیک ایران» طبق روزنامه رسمی شماره 14127 مورخ 1372/06/20 مطابق تصمیمات مجمع عمومی در تاریخ 1372/06/01 ایجاد گردیده است. شرکت سهامی خاص خدمات اتومبیل سلپیک ایران در سال ۱۳۵۹ به منظور ارائه خدمات فنی برای خودروهای ساخت شرکت ایران خودرو تأسیس و در سال ۱۳۷۲ با تغییرنام به شرکت طراحی مهندسی و تأمین قطعات خودرو داخلی عملاً منحل گردید. بر اساس مصوبه مجمع عمومی فوق العاده در سال ۱۳۷۸ نام شرکت از «شرکت طراحی مهندسی و تأمین قطعات خودرو داخلی (سهامی خاص)» به «شرکت طراحی مهندسی و تأمین قطعات ایران خودرو (سهامی خاص)» تغییر یافته‌است.
هم‌اکنون ساپکو دارای دفاتر مختلف در ایران می‌باشد تا این دفاتر به ارتباط قطعه‌سازان با دفتر مرکزی سرعت بیشتری ببخشند.

## وظایف اصلی ساپکو
شرکت ساپکو در راستای مأموریت خود و جهت دستیابی به چشم‌انداز، وظایف زیر را برعهده دارد:
1. طراحی قطعات و مجموعه‌های خودرو
2. تأمین قطعات و مجموعه‌های خودرو برای خودروسازان داخلی و خارجی
3. شناسایی منابع تأمین قطعات و ارزیابی توانمندیهای آنها
4. برنامه‌ریزی تأمین قطعات خودرو و تعیین سیاست تأمین قطعات
5. انتخاب سازندگان قطعات و عقد قراردادهای تأمین
6. هدایت پروژه‌های بهینه‌سازی قطعات و قطعات خودروهای جدید
7. ارتقا سازندگان از نظر مدیریتی و کیفی
8. خرید خارجی و داخلی مواد اولیه و ماشین آلات و تجهیزات ایران خودرو
9. بازاریابی و هدایت سازندگان جهت صادرات و انجام همکاری‌های Joint Venture
10. هدایت پروژه‌های خودکفایی قطعات خودرو